# La propera pell
La propera pell és una pel·lícula de 2016 dirigida per Isaki Lacuesta i Isa Campo. Fou proclamada millor pel·lícula en llengua catalana a la novena edició (2017) dels Premis Gaudí, cerimònia en la qual aspirava a un total de 12 premis. Finalment es va imposar en només tres categories.

## Argument
Un adolescent al qual tota la família dona per mort reapareix un dia a casa després d'haver romàs desaparegut durant vuit anys. La reincorporació a la vida familiar, marcada pel misteri de la seva desaparició, enterboleix les relacions familiars. La mare es mostra molt receptiva i il·lusionada amb el retorn del seu fill. L'oncle, en canvi, se'n malfia i tem que el jove es tracti d'un impostor. La trama es desenvolupa en el paisatge fred i rural propi dels Pirineus i a poc a poc l'increment de la tensió entre els personatges fa que el drama familiar es vagi transformant en una pel·lícula de suspens o thriller rural.

## Repartiment
| Intèrpret        | Personatge                    |
| ---------------- | ----------------------------- |
| Àlex Monner      | noi                           |
| Emma Suárez      | mare                          |
| Sergi López      | oncle                         |
| Bruno Todeschini | altres personatges secundaris |
| Igor Szpakowski  | altres personatges secundaris |
| Mikel Iglesias   | altres personatges secundaris |
| Greta Fernández  | altres personatges secundaris |
| David Arribas    | altres personatges secundaris |
| Pablo Rosset     | altres personatges secundaris |
| Guillem Jorba    | altres personatges secundaris |
| Rick Baster      | altres personatges secundaris |

## Premis i nominacions
| Premi                                                            | Categoria                             | Receptor/s                              | Resultat   |
| ---------------------------------------------------------------- | ------------------------------------- | --------------------------------------- | ---------- |
| Premis Gaudí (2017)                                              | Millor pel·lícula en llengua catalana | La propera pell                         | Guanyadora |
| Premis Gaudí (2017)                                              | Millor direcció                       | Isaki Lacuesta i Isa Campo              | Nominats   |
| Premis Gaudí (2017)                                              | Millor guió                           | Isa Campo, Isaki Lacuesta i Fran Araújo | Guanyadors |
| Premis Gaudí (2017)                                              | Millor actriu principal               | Emma Suárez                             | Guanyadora |
| Premis Gaudí (2017)                                              | Millor actor principal                | Àlex Monner                             | Nominat    |
| Premis Gaudí (2017)                                              | Millor direcció de producció          | Xavi Resina                             | Nominat    |
| Premis Gaudí (2017)                                              | Millor direcció artística             | Roger Bellés                            | Nominat    |
| Premis Gaudí (2017)                                              | Millor actriu secundària              | Greta Fernández                         | Nominada   |
| Premis Gaudí (2017)                                              | Millor actor secundari                | Sergi López                             | Nominat    |
| Premis Gaudí (2017)                                              | Millor muntatge                       | Domi Parra                              | Nominat    |
| Premis Gaudí (2017)                                              | Millor música original                | Gerard Gil                              | Nominat    |
| Premis Gaudí (2017)                                              | Millor fotografia                     | Diego Dussuel                           | Nominat    |
| 10a edició del Festival Internacional de Cinema en Català (2017) | Premi al millor guió cinematogràfic   | La propera pell                         | Guanyadora |
| 31a edició dels Premis Goya (2017)                               | Millor actriu secundària              | Emma Suárez                             | Nominada   |
| 19è Festival de Màlaga (2016)                                    | Millor pel·lícula                     | La propera pell                         | Nominada   |
| 19è Festival de Màlaga (2016)                                    | Premi Especial del Jurat              | La propera pell                         | Guanyadora |
| 19è Festival de Màlaga (2016)                                    | Millor direcció                       | Isaki Lacuesta i Isa Campo              | Guanyadors |
| 19è Festival de Màlaga (2016)                                    | Millor actriu                         | Emma Suárez                             | Guanyadora |
| 19è Festival de Màlaga (2016)                                    | Millor muntatge                       | Emma Suárez                             | Guanyador  |
| Premis Feroz                                                     | Millor actor                          | Àlex Monner                             | Nominat    |

## Crítica
- «La campana d'íntima comunicació que Emma Suárez i Álex Monner aconsegueixen aixecar, marca una de les cimes expressives d'aquesta pel·lícula excel·lent».[4]